# Amesopous richardsonae
Amesopous richardsonae är en kräftdjursart som beskrevs av Stebbing 1905. Amesopous richardsonae ingår i släktet Amesopous och familjen Arcturidae. Inga underarter finns listade i Catalogue of Life.